# هویت روایی
هویت شخصی هر فرد عبارت است از برداشتی که خود او از زندگیش دارد. این برداشت در شکل روایتی است که از گذشته فرد آغاز شده و تا چشم‌اندازی از آینده او ادامه مییابد. بدین‌ترتیب، هویت روایی داستانی است پویا که هر فردی، برای معنی‌ بخشیدن به زندگیش، در ذهن خود ایجاد می‌کند.

## شکل گیری هویت روایی
کودکان در طی‌ نخستین سال زندگی‌شان نقش بازیگر را دارند و به تدریج  از طریق تقلید  و توجه  در می‌یابند که رفتار والدینشان هدفمند است. در دو سالگی، کودک علاوه بر بازیگری در نقش کارگردانی نیز عمل می‌کند. به مرور زمان والدین کودک را به بیان تجربیات خودش تشویق می‌کنند.  تا پنج سالگی کودک به ویژگی‌های استاندارد داستان آگاه می‌شود. از آن به بعد، داستان‌های گفته شده توسط کودک دارای نظم علت-معلولی و نظم موضوعی هستند. کودکانی  که از والدینشان داستان‌های شخصی  زیاد می‌شنوند قبل از سن پیش دبستانی  به بیان روایتهای منسجم قادر هستند.     مهارت داستان‌گویی در دوره نوجوانی، از طریق  بحث، مقایسه و تحلیل تمایلات درونی و غور در حوادث گذشته، پیوسته روندی صعودی دارد.  همزمان عوامل فرهنگی‌ در شکل‌گیری هویت روایی تأثیر میگذارند.  توانایی پردازش روایات در قالب داستان زندگی و ایجاد هویت در حوالی بلوغ ظاهر شده،  رسیدن به بزرگسالی را ممکن کرده و تا پایان امر به زندگی معنی می‌بخشد.

## اجزا روایت‌های هویتی
روایت‌های هویتی اغلب بر مبنای ساختار و  موضوع ارزیابی می‌شوند.

### ساختار
نظم (coherence) از اصلی‌ترین اجزای ساختاری روایت هاست.  با افزایش سنّ کودک، چهار نوع نظم در داستان‌هایشان ظاهر شده و به مرور افزایش می‌یابد. این نظم‌ها به قرار زیرند:
- نظم زمانی‌: رعایت ترتیب زمانی‌ حوادث.
- نظم عللی: تأکید بر  رابطه علّت-معلولی بین حوادث روایت.[۱۰]
- نظم موضوعی: خارج نشدن از موضوع اصلی‌ روایت و حفظ روند وقایع  در حول  این موضوع.
- هماهنگی‌ فرهنگی: فرمت و لحن بیان داستان با زمینه فرهنگی راوی هماهنگ می‌شود.

### محتوی
از دیدگاه محتوی،  پژوهشگران روایت‌های هویتی را در یکی از گونه‌های زیر قرار می‌دهند:   رستگاری، افول، عاملیت، صمیمیت، خود اکتشافی، سرانجام منطقی، و معنی سازی. یک گونه جدید، با نام   کارایی، اخیرا در طبقه‌بندی‌ها آورده می‌شود.
- رستگاری: راوی از حالت منفی به حالت مثبت گذر می‌کند (A → B). چنین گذاری می‌تواند یکی از موارد زیر باشد:  فداکاری (تحمل حالت بد A برای دریافت منفعت B)، بازیابی (بازیافت حالت مثبت بعد از گم کردن آن)،  رشد (بهسازی خویشتن از نظر روانی، جسمی و شخصیتی)،  یا  فراگیری (آموختن مهارت‌ها، دانش‌ها و عقلانیت جدید).
- افول: راوی از حالت مثبت به حالت منفی گذر می‌کند  (B → A). اغلب، این گذر با انکار یا عدم توانایی در یاد آوری حالت مثبت قبلی همراه است. زیر-موضوعات معمول در افول موارد زیر را شامل می‌شوند: قربانی سازی، لو دادن، باخت، شکست، بیماری/آسیب جسمی، نا امیدی، یا  سرخوردگی.
- عاملیت: به میزان خودمختاری راوی و توانایی او در هدایت زندگیش گفته می‌شود. عاملیت، بعضی وقت‌ها، به چهار زیر-گونه تقسیم می‌شود: خود-اربابی (قهرمان ٔبر خویشتن مسلط است و برای بهبود آن تلاش می‌کند)، مقام/پیروزی (قهرمان به مقام بالاتری نسبت به همگنانش دست می‌یابد)، دستاورد/مسولیت (قهرمان دست‌آوردهای قابل توجه در برخی زمینه‌ها داشته‌است)، و  توانمندسازی (قهرمان از طریق برهم کنش با چیزی بزرگتر از خود بهتر شد).
- صمیمیت: راوی برای تشکیل دادن دوستی/رابطه نزدیک، و نمایش عاطفه و وابستگی گروهی  انگیزه دارد. موضوعات اصلی در صمیمیت عبارتند از: عشق/دوستی، هم صحبتی، بخشش یا کمک به دیگری، یا یک حس کلی اتحاد/باهمی با همه/دیگران.
- خود اکتشافی: عبارت است از میزانی که راوی در حین بازگویی به خود-اکتشافی روی می‌آورد.[۱۱][۱۳]
- سرانجام منطقی: نشانگر اندازه  فرونشینی تنش‌ها است و روایت را با نوعی پایان مقبول مجهز می‌کند.[۱۱]
- معنی سازی: عبارت است از  برداشت معنی از روایت. درجه معنی داری روایت‌ها می‌تواند از بی‌معنی (نقل ساده داستان) تا نغز (برداشت نکات بینشی از داستان) متغیر باشد.[۱۱][۱۴]

## کاربرد ها
مبحث هویت روایی و روش‌های مطالعاتی مربوطه در زمینه‌های مختلفی مورد استفاده قرار گرفته‌اند. در زیر چند مثال ارائه می‌شوند.

### روان درمانی
مطالعات تجربی بر تغییر هویتی روایی در طی پروسه روان درمانی دلالت می‌کنند. تحقیقات  نشان داده‌اند که با مرور زمان تراپی بیماران در داستان‌های خود نقش‌های آمرانه تر از خود به نمایش می‌گذارند. این افزایش در نقش آمریت نشان بهبود در سلامت روانی می‌باشد. بدین‌ترتیب با مطالعه داستان‌های زندگی‌ افراد می‌توان اثر بخشی و روند تراپی را اندازه گرفت.

### اسکیزوفرنی
روایت‌های نوشته شده توسط افراد با  بیماری‌های روانی شدید، مانند اسکیزوفرنی، برای برآورد اثر بخشی روش‌های درمانی مطالعه شده‌اند. مطالعات  نشان داده‌اند که این نوع  بیماران، در صورت بهبود، روایت‌های منظم تر خلق می‌کنند.

### زندانیان
هویت روایی  برای برآورد  تحول زندانیان استفاده شده‌اند. زندانیان متحول شده خود منفی (آنی که جنایت کرده) را در درکی کلیتر از خودشان ادغام نموده‌اند.